# Peramu
Peramu (malaiisch Mukim Peramu) ist ein Mukim (Subdistrikt) des Daerah Brunei-Muara in Brunei. Er hat 1.111 Einwohner (Stand: Zensus 2016).

## Geographie
Der Mukim ist Teil des Kampong Ayer, der Pfahlbausiedlung im Herzen der Hauptstadt Bandar Seri Begawan auf dem Brunei-Fluss. Zusammen mit dem benachbarten Saba und Tamoi ist er flächenmäßig einer der kleinsten Mukim in Brunei. Er grenzt an die Mukim Kianggeh im Norden, an Saba im Osten, an Sungai Kebun im Süden und Burong Pingai Ayer im Westen.

## Verwaltungsgliederung
Der Mukim wird unterteilt in Dörfer (Kampong):
- Bakut Berumput
- Bakut Siraja Muda A
- Bakut Siraja Muda B
- Lurong Sikuna
- Pekilong Muara
- Peramu
- Setia Pahlawan Lama